# Bredasjön, Småland
Bredasjön är en sjö i Vetlanda kommun i Småland och ingår i Emåns huvudavrinningsområde. Sjön är 21 meter djup, har en yta på 0,333 kvadratkilometer och är belägen 184,9 meter över havet. Sjön avvattnas av vattendraget Sjömilleån. Vid provfiske har abborre, gädda, mört och sarv fångats i sjön.

## Delavrinningsområde
Bredasjön ingår i det delavrinningsområde (635051-147974) som SMHI kallar för Mynnar i Lilla Granesjön. Avrinningsområdets medelhöjd är 209 meter över havet och ytan är 17,56 kvadratkilometer. Det finns inga delavrinningsområden uppströms utan avrinningsområdet är högsta punkten. Sjömilleån som avvattnar avrinningsområdet har biflödesordning 3, vilket innebär att vattnet flödar genom totalt 3 vattendrag innan det når havet efter 131 kilometer. Delavrinningsområdet består mestadels av skog (69 procent) och jordbruk (14 procent). Avrinningsområdet har 1,11 kvadratkilometer vattenytor vilket ger det en sjöprocent på 6,3 procent.